# Види страт ранньохристиянських мучеників

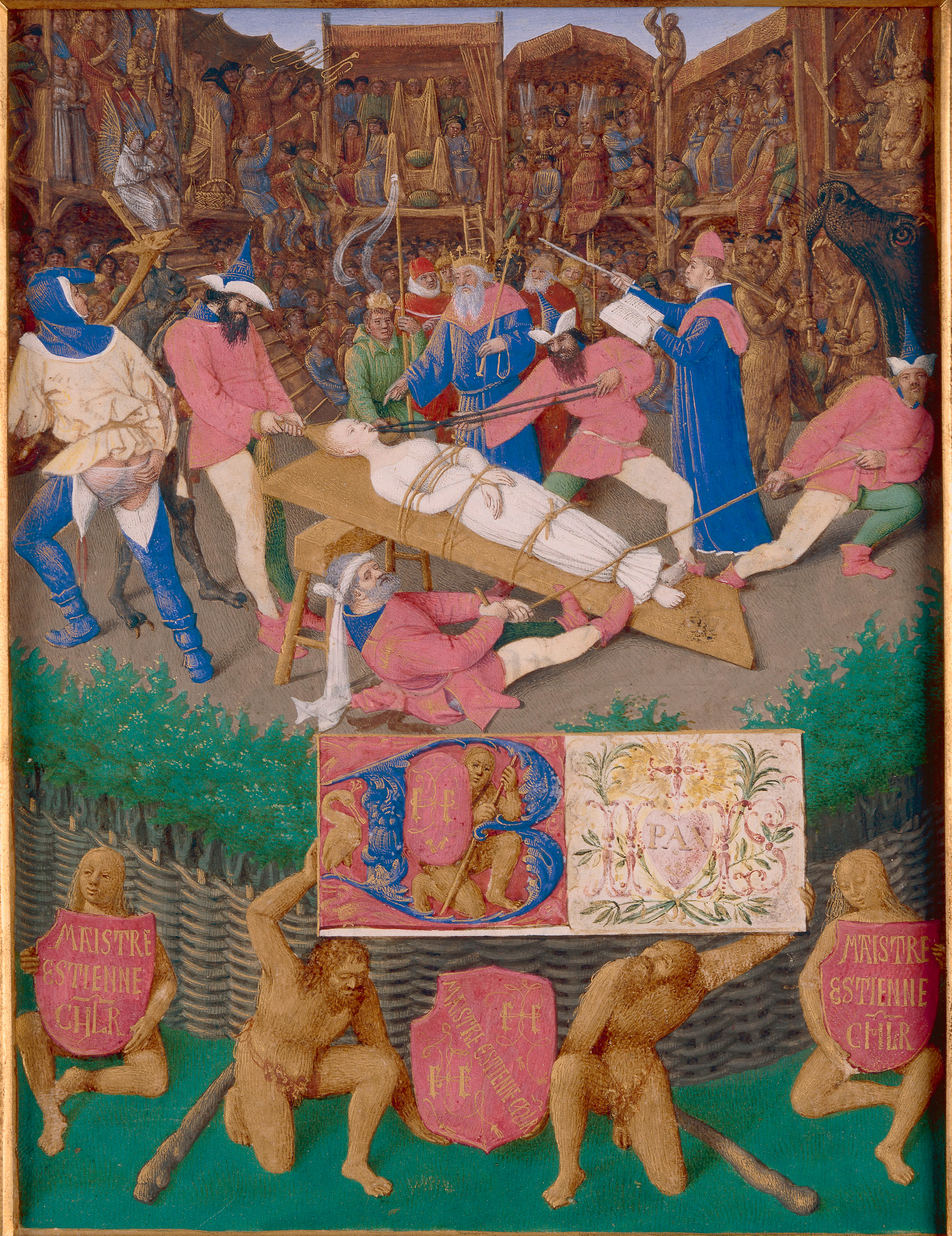
Мучеництво св. Аполлонії, (Часослов Етьєна Шевальє)

Види страт ранньохристиянських мучеників — різні типи мук (смертельних вироків і тортур), яких зазнали ранньохристиянські святі.

## Опис
Тортури часто можна зустріти в життєписах святих, деякі з таких мук стали суто специфічними і згадуються лише в описах деяких персонажів минулого. Попри надзвичайне різноманіття, з нехристиянських письмових джерел відомо, що римська правова система, наприклад, воліла віддавати християн на розп'яття або на поїдання левам.
Біографічна література, попри велику кількість подробиць, має легендарний характер і часто містить неймовірні, з християнської точки зору, чудесні, подробиці. 
Оскільки чимало з християнських святих є мучениками, атрибутами, що супроводжують їх у мистецтві, часто є знаряддя їх страти або ж частини тіла, відокремлені під час мук.

## Види страт і тортур

### Бичування
Зазвичай використовувалося як попереднє покарання, щоб змусити мученика відректися від віри. Часто після бичування мученикові відсікали голову. Приклад — Свята Варвара.

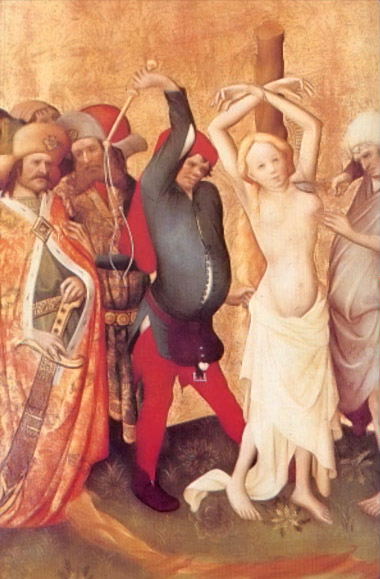
Мучеництво св. Варвари (Майстер Франке)

### Колесування
Найвідомішою святою, що страждала від цієї муки, стала св. Катерина Олександрійська, на зображеннях якої колесо фігурує як атрибут. Утім, померла вона від відсічення голови, також як і св. Георгій Побідоносець.

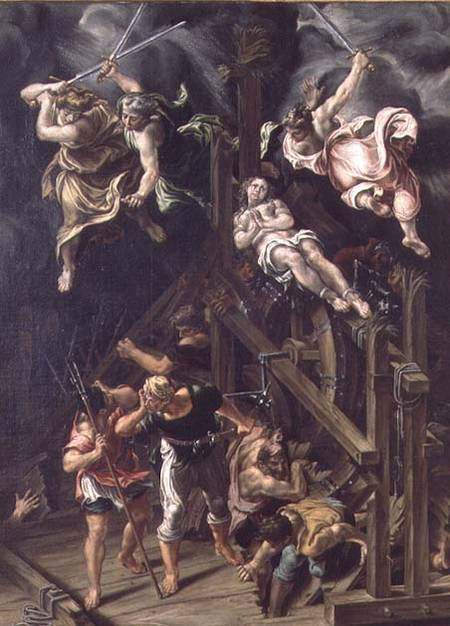
Мучеництво св. Катерини (Леліо Орсі)
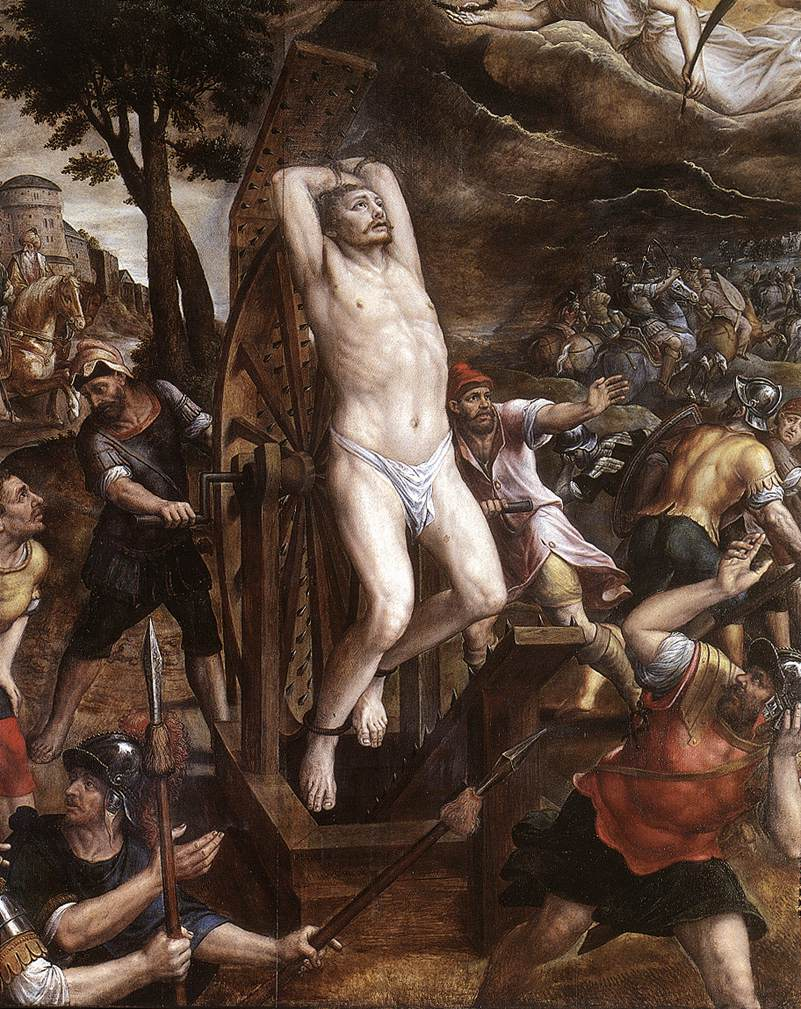
Мучеництво св. Георгія (Міхіль Коксі)

### Відсічення голови
Така страта часто згадується в описах мученицької кончини святих. Часто на іконах її жертви тримають у руках свої відтяті голови. Вкрай рідко зустрічаються святі, яких не змогли страчувати і таким способом (Цецилія Римська).

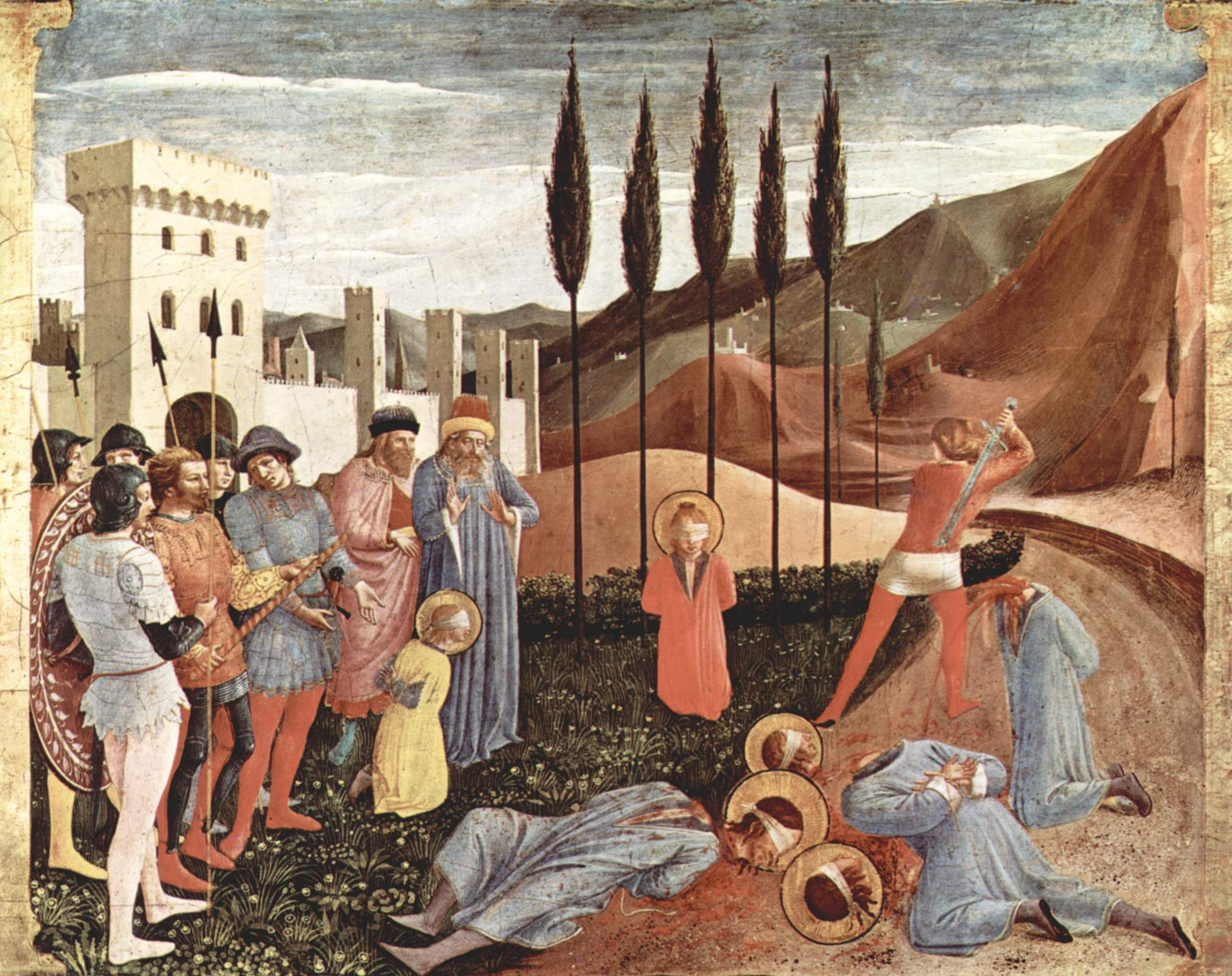
Мучеництво свв. Косьми й Даміана (Фра Анжеліко)
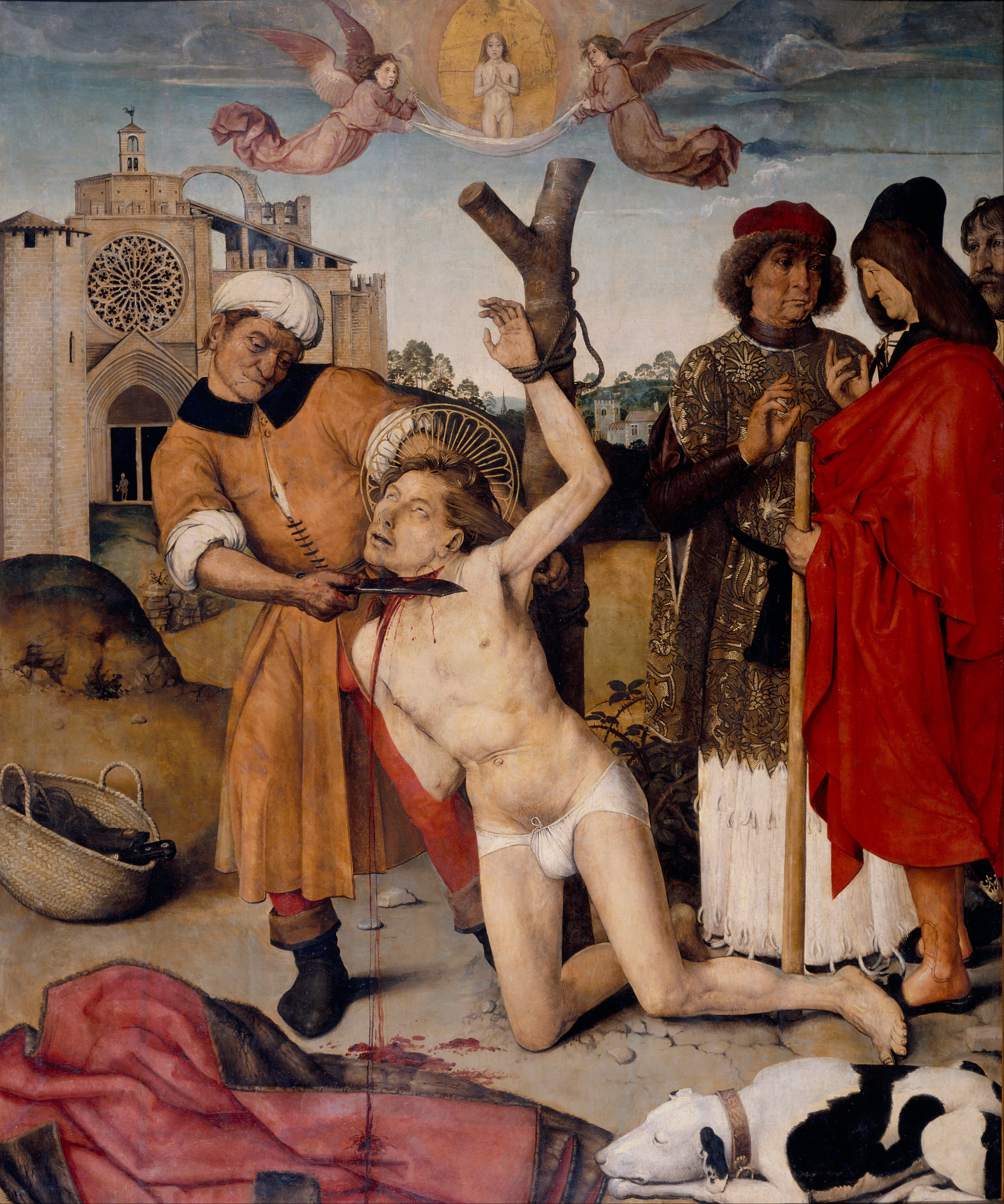
Мучеництво св. Кукуфаса (Айн Брю)
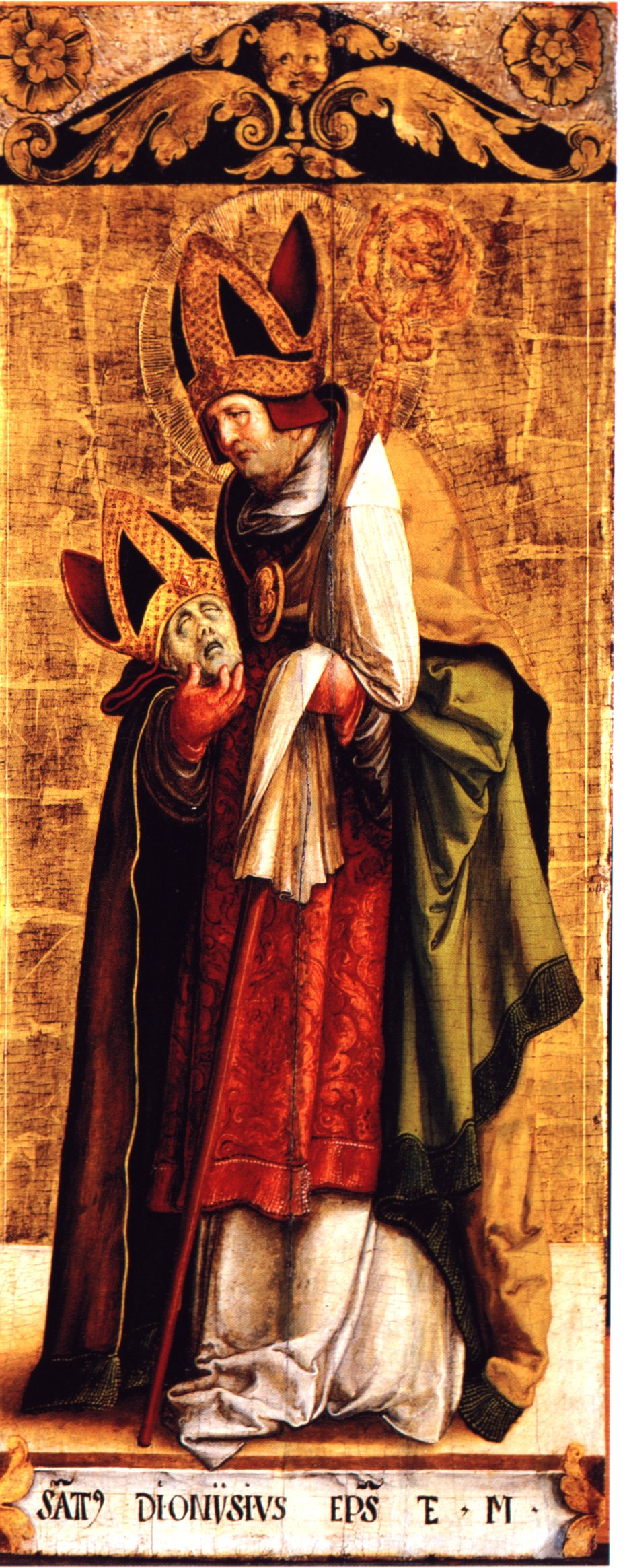
Св. Діонісій Паризький із головою в руках (мескірхський майстер)

### Переохолодження
Страта християн за допомогою гіпотермії (наприклад, Сорок Севастійських мучеників, яких загнали до крижаного озера, втім, вони не загинули, і кати змушені були вбити їх іншим способом). Святі Інна, Пінна і Римма були страчені таким чином: посередині річки поставили і затвердили на льоду прямі дерева і прив'язали до них мучеників. Коли під їх вагою лід почав прогинатися, то вода піднялася до ший, і вони в такому положенні померли.

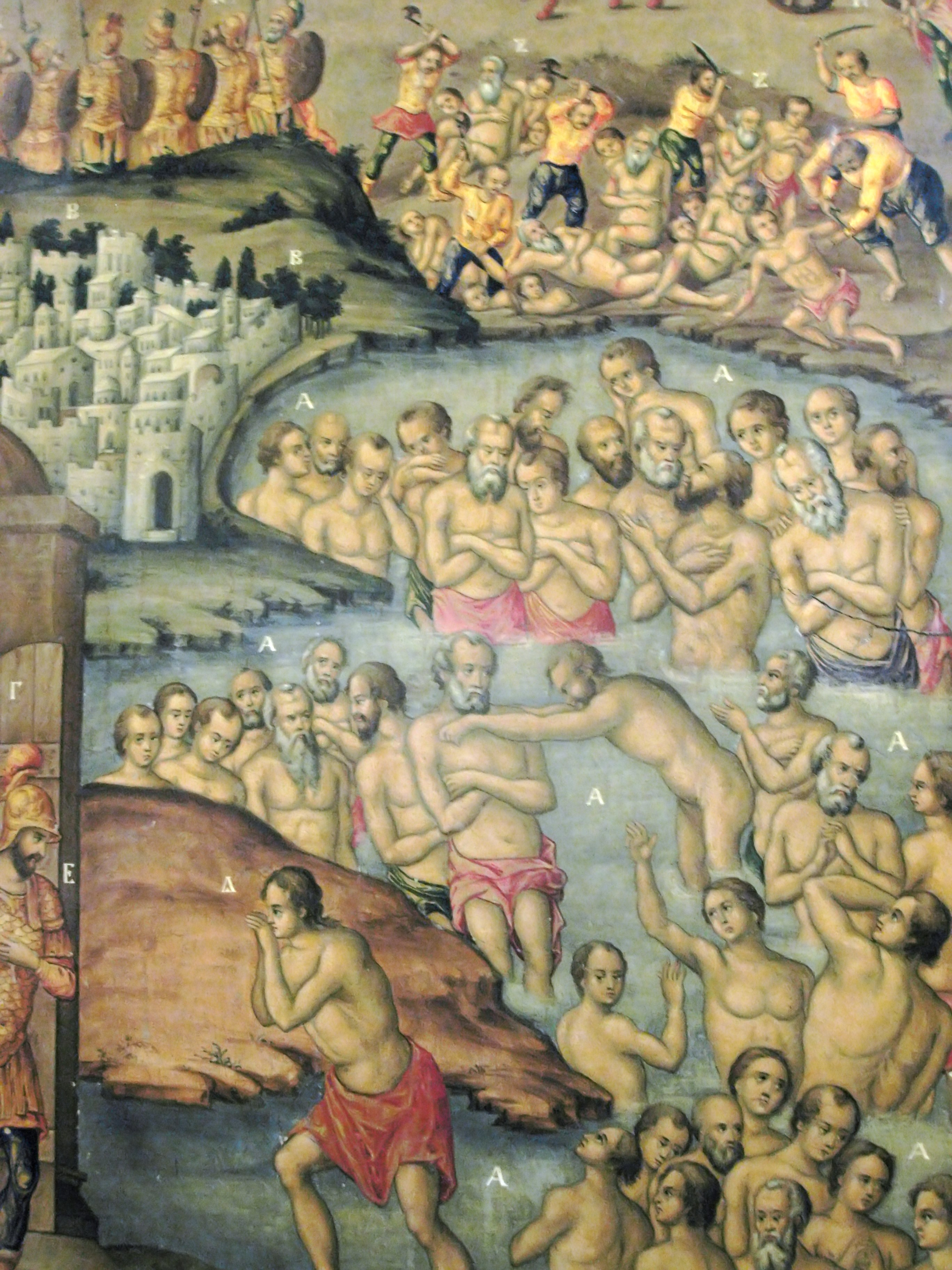
Сорок Севастійських мучеників

### Побиття камінням
Цей вид покарання був нормою юдейського права. Найбільш відомим мучеником, що постраждав від нього, був апостол Стефан, страчений за вироком Синедріону, загалом, вид страти був не дуже поширений, тому що християн зазвичай судили римляни, які надавали перевагу іншим вирокам. На території Італії згадується інша модифікація: Святий Віталій був похований заживо — засипаний камінням. Близький вид страти — розчавлення камінням.

Таким чином були страчені (і залишилися безіменними) четверо увінчаних святих (титульні святі римської базиліки Санта-Куаттро-Коронати). Їхня мученицька смерть з анатомічними подробицями представлена на одній з фресок Помаранчо у Санто-Стефано-Ротондо.

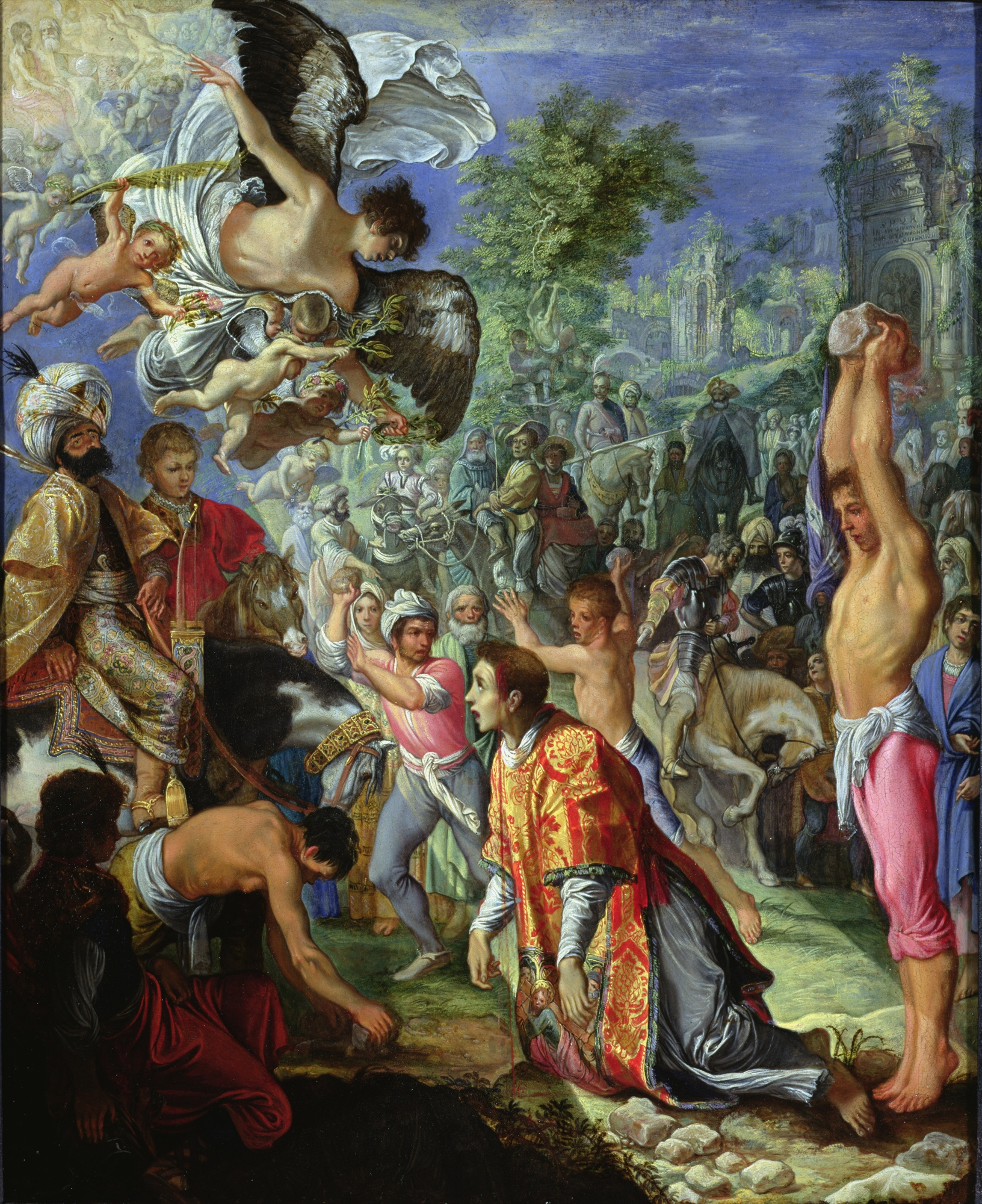
Мучеництво св. Стефана (Адам Ельсгаймер)
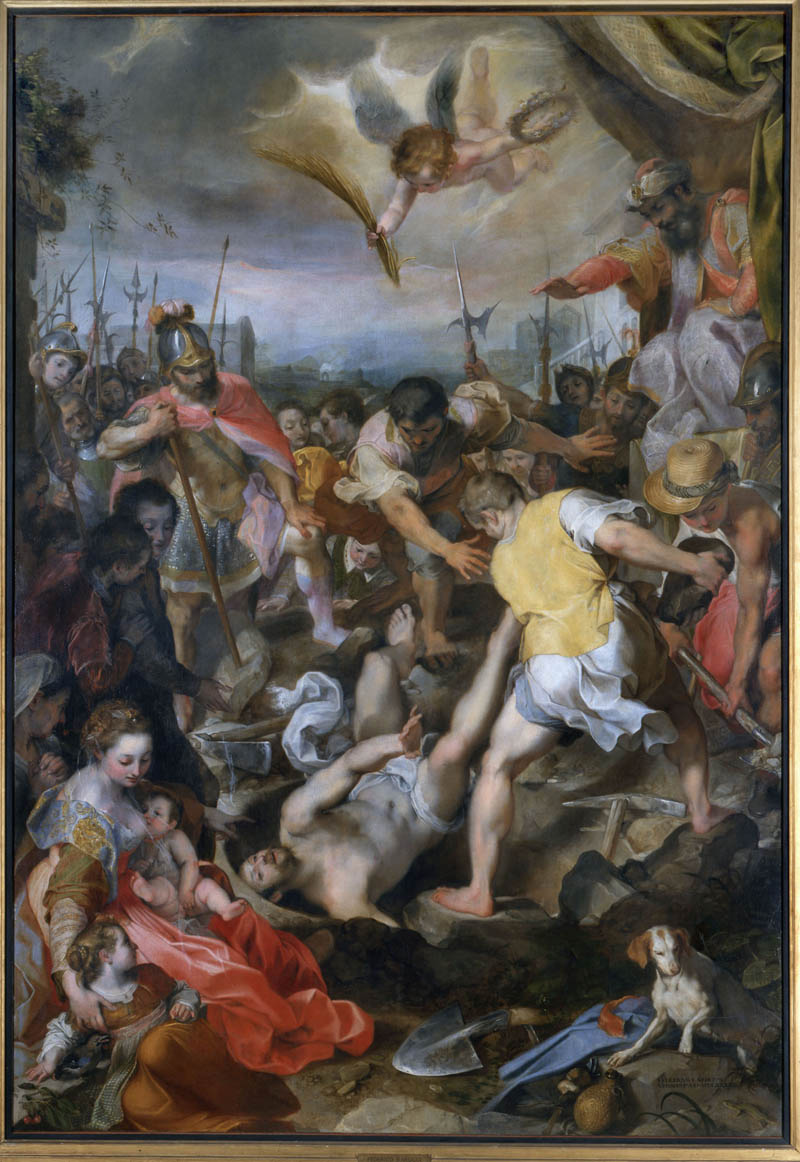
Мучеництво св. Віталія (Федеріко Бароччі)
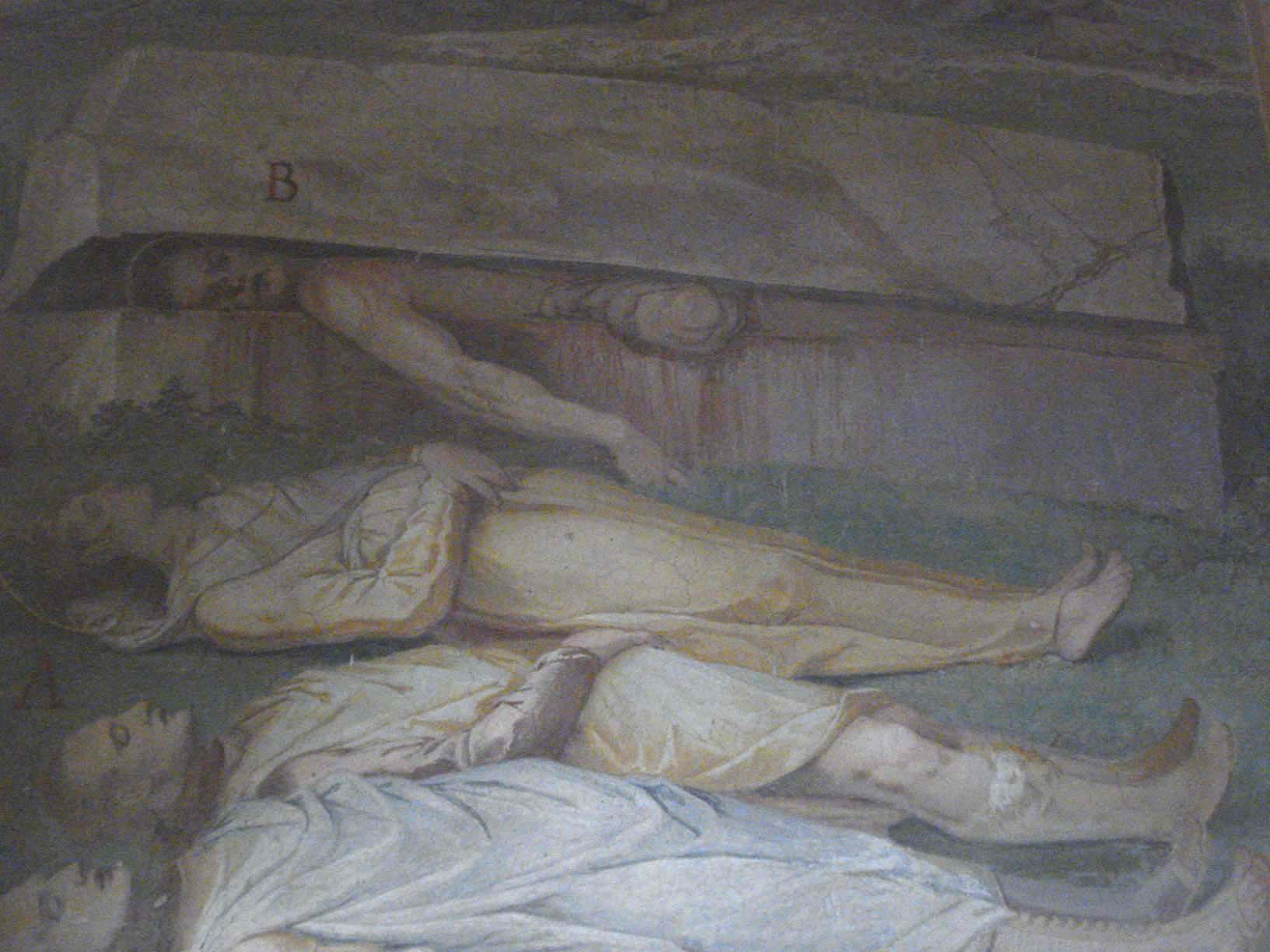
Смерть чотирьох коронованих святих

### Розп'яття
З тієї причини, що страти через розп'яття зазнав Ісус Христос (див. Розп'яття Христове), цей вид страти був досить почесним для християн. Як показують приклади, існували варіації: апостол Петро був розп'ятий догори ногами, а апостол Андрій на скісному хресті, отримав відповідно, назва андріївського. Найбільш масовою подібною стратою стало легендарне Мучеництво десяти тисяч.

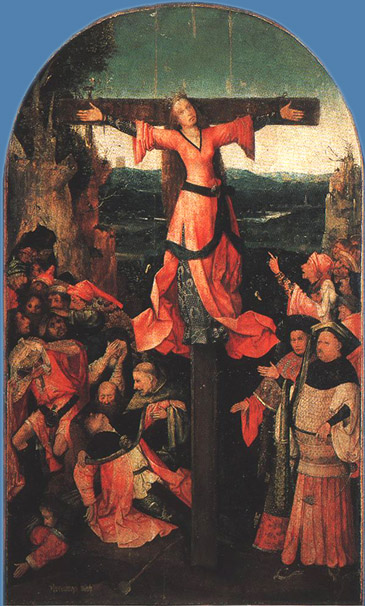
Розіп'ята мучениця (Босх)
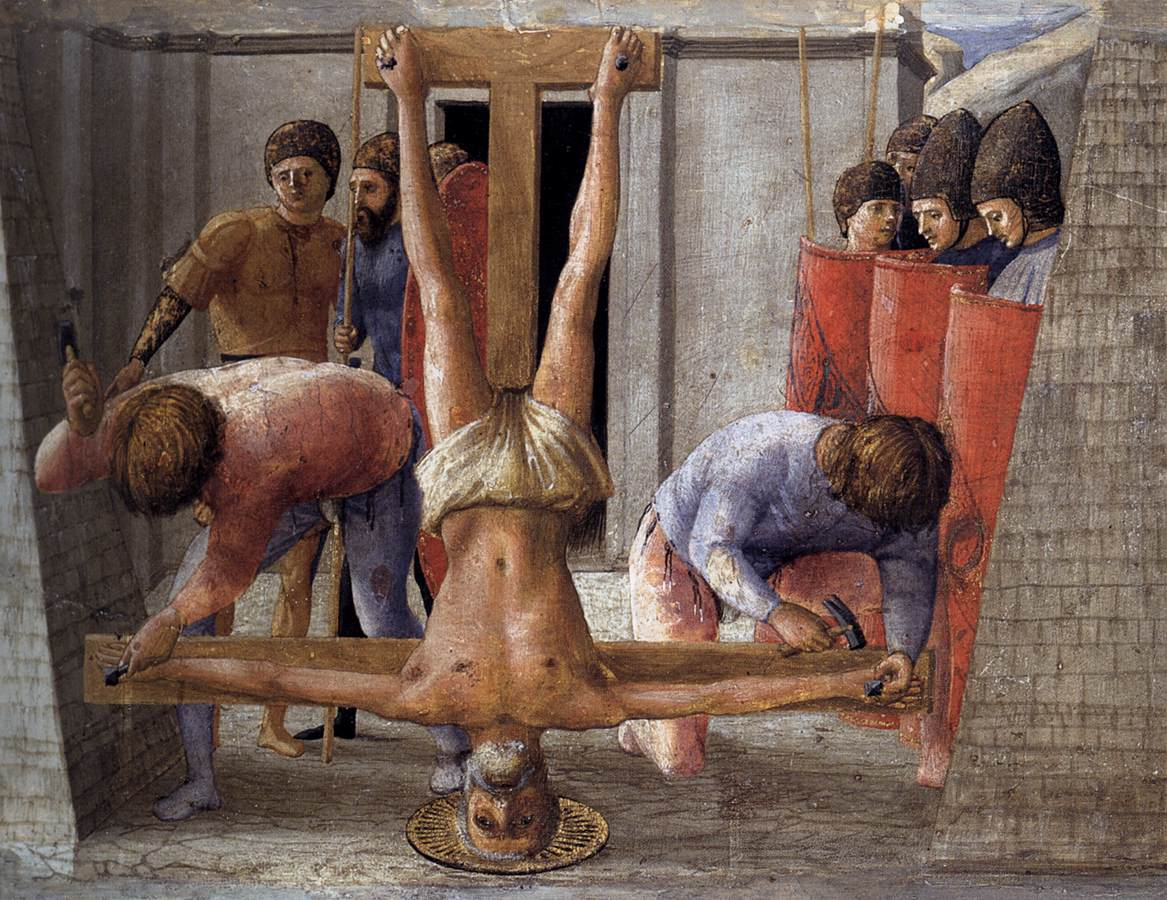
Розп'яття апостола Петра (Мазаччо)
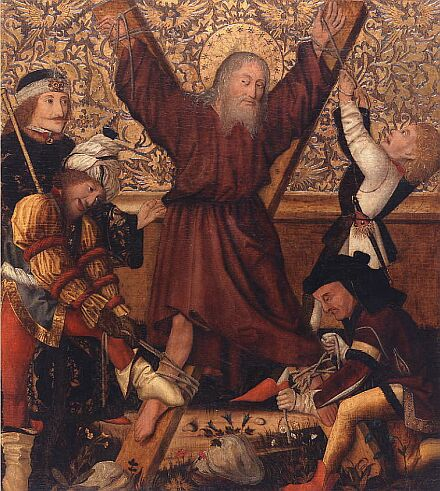
Розп'яття апостола Андрія
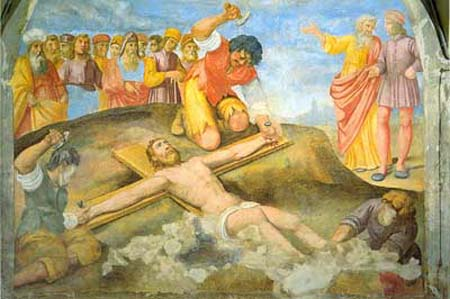
Мучеництво св. Агріколи

### Розстріл і проштрикування
Найвідомішим святим, загиблим від розстрілу з лука, був святий Себастьян, якого прив'язали до стовпа. Вже в IX столітті подібним же чином був убитий король англосаксів св. Едмунд Мученик. П'ятьма кілками проткнули апостола Тому.

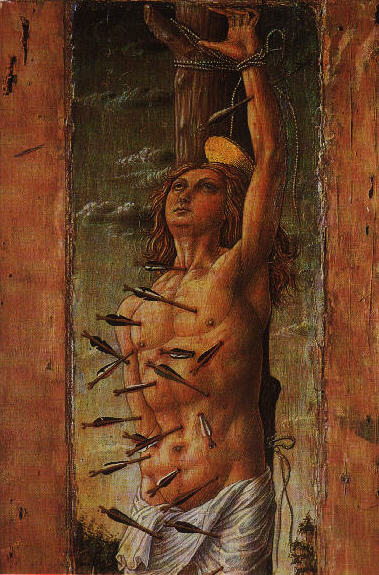
Мучеництво св. Себастіяна (Карло Крівеллі)
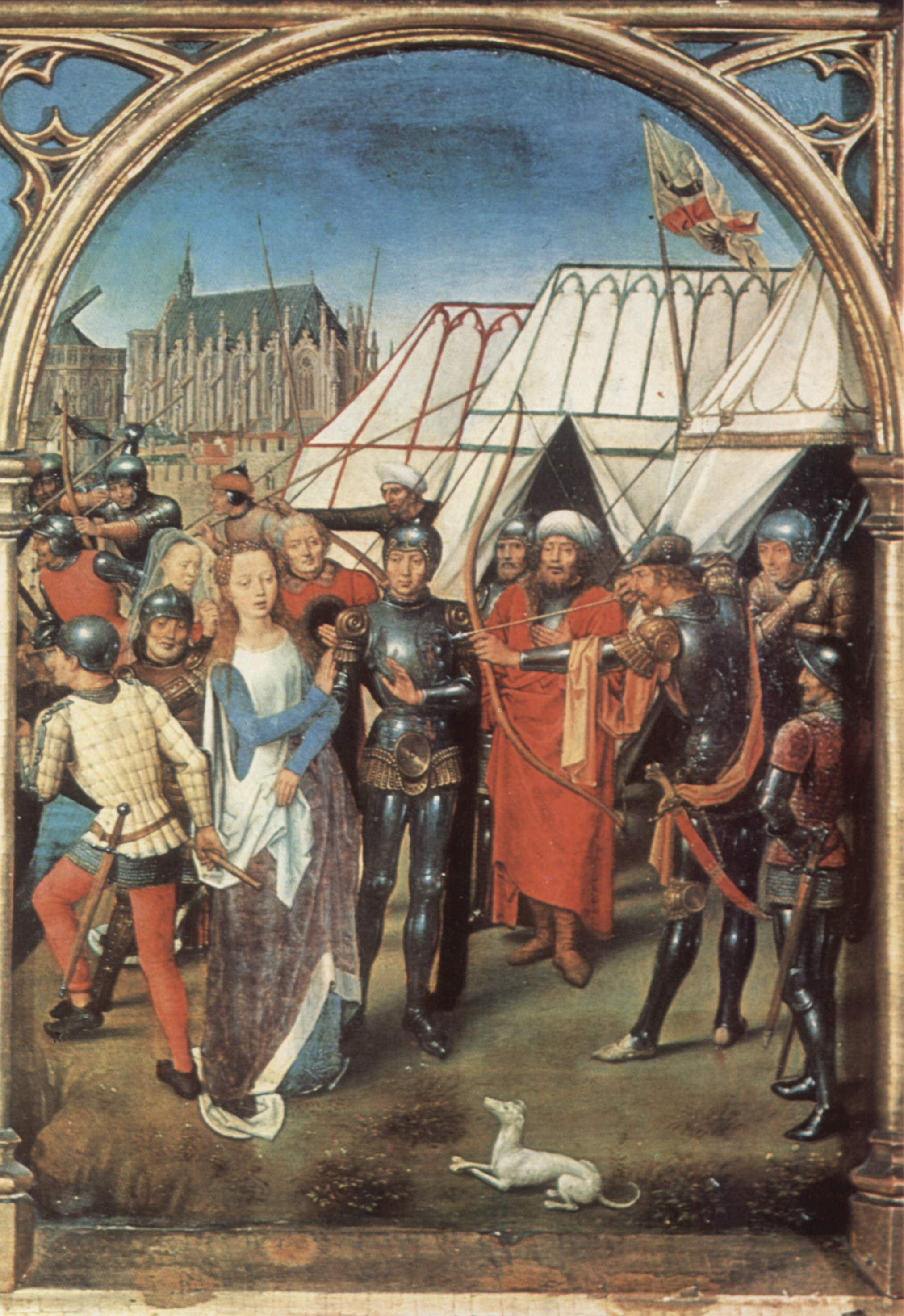
Мучеництво св. Урсули (Ганс Мемлінг)
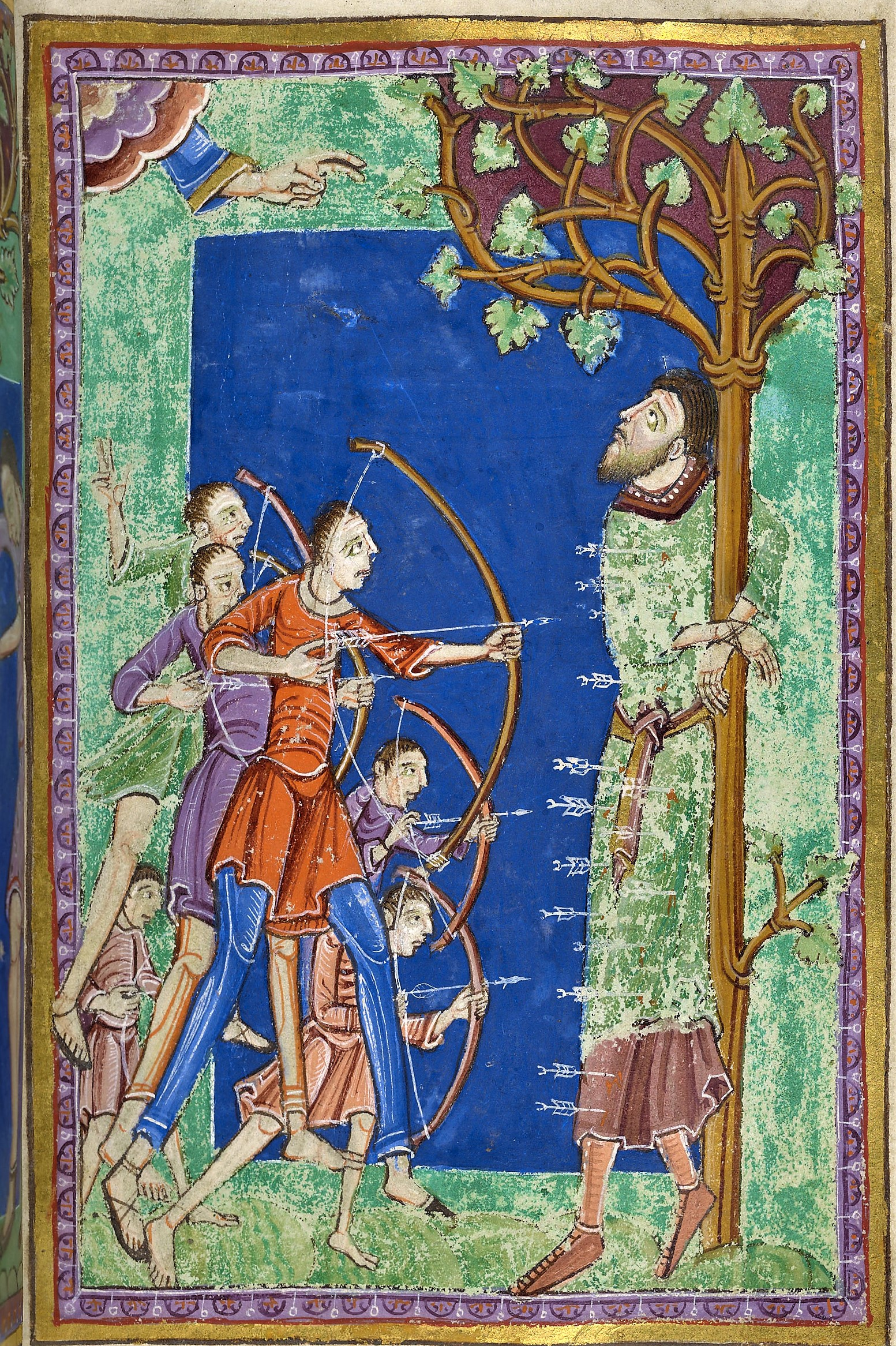
Смерть короля Едмунда
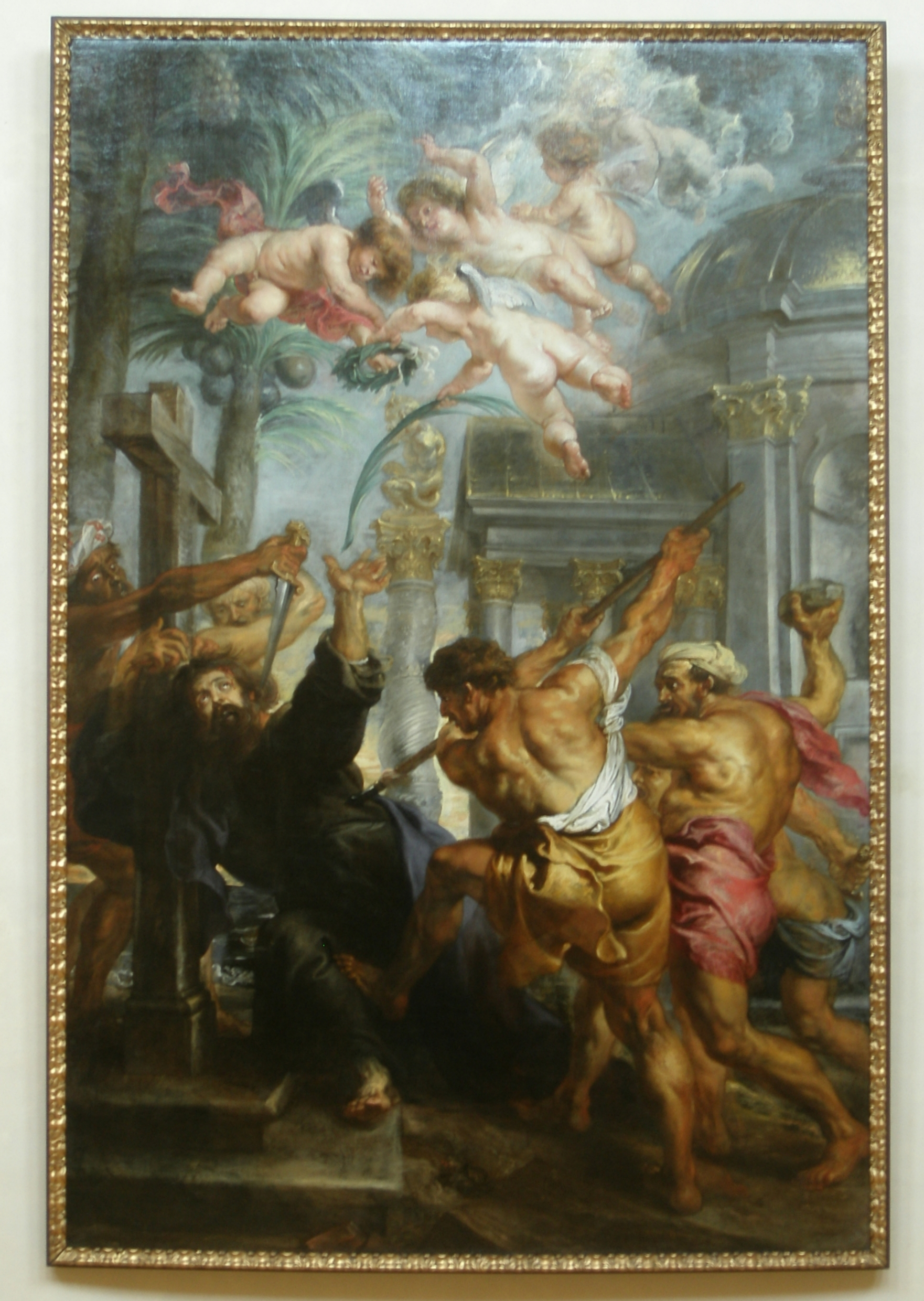
Мучеництво св. Томи (Рубенс)

### Розчленування
Описані в ряді житій досить жорстокі види страт зазвичай зустрічаються в пізньому середньовіччі. Так, наприклад, Святий Еразм загинув так: кати витягли його нутрощі, намотавши їх на лебідку. А Юда Киріак згідно з однією з версій легенди був розпиляний, також як і Симон Кананіт.

Згадуються тортури з більш дрібними каліцтвами: святій Агаті, перш ніж спалити, відсікли груди. Апостола Варфоломія розіп'яли вниз головою, але він продовжував свою проповідь, тоді його зняли з хреста, зняли шкіру, а потім відсікли голову, святому Вікторові Дамаському викололи очі.

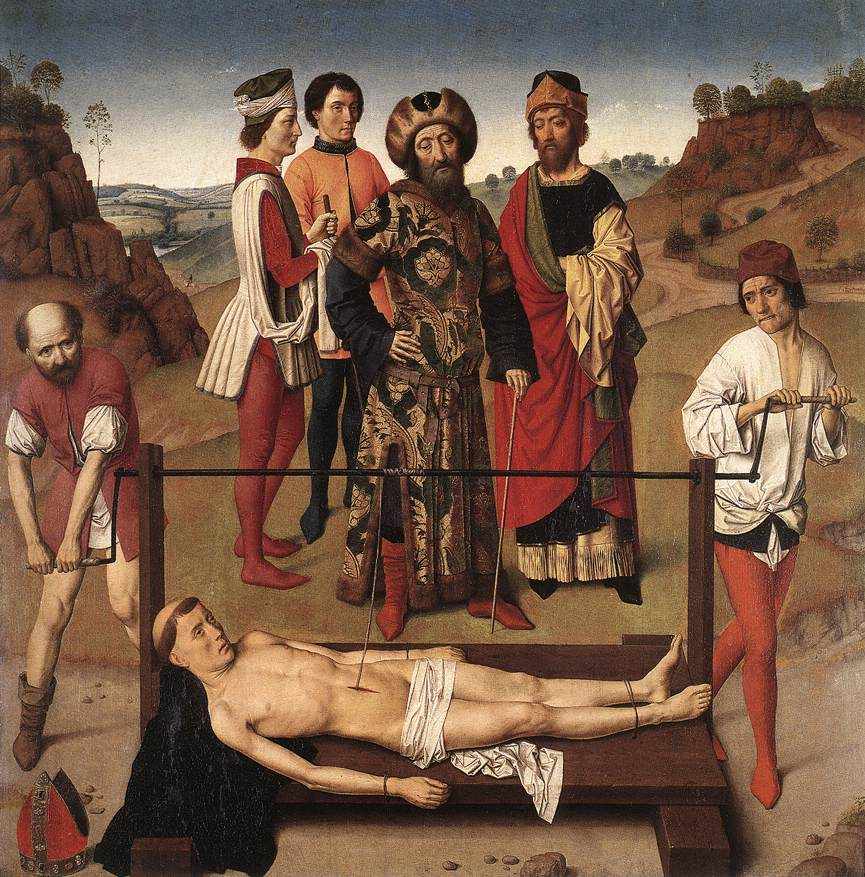
Мучеництво св. Еразма (Дірк Боутс)
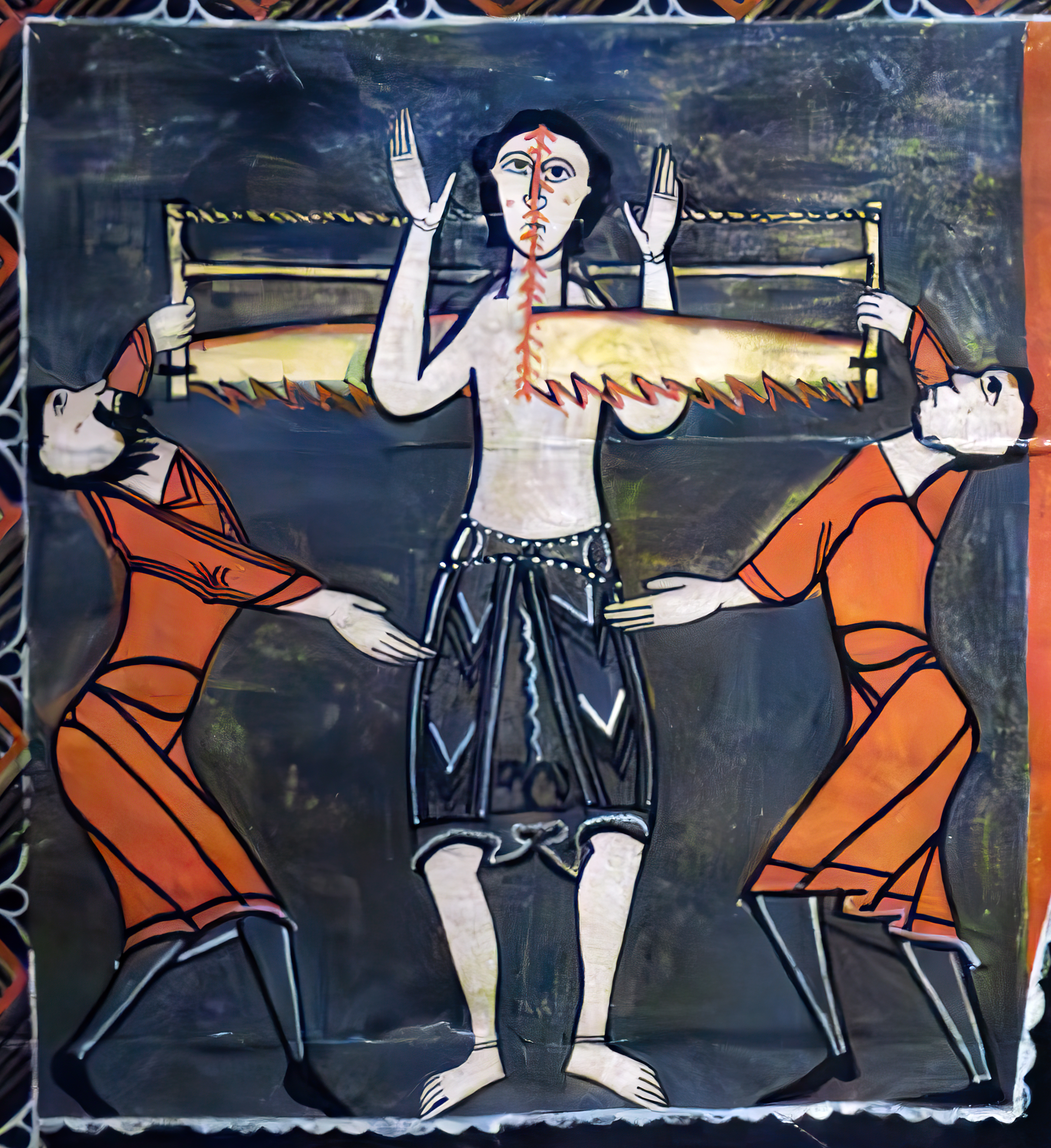
Мучеництво св. Киріака
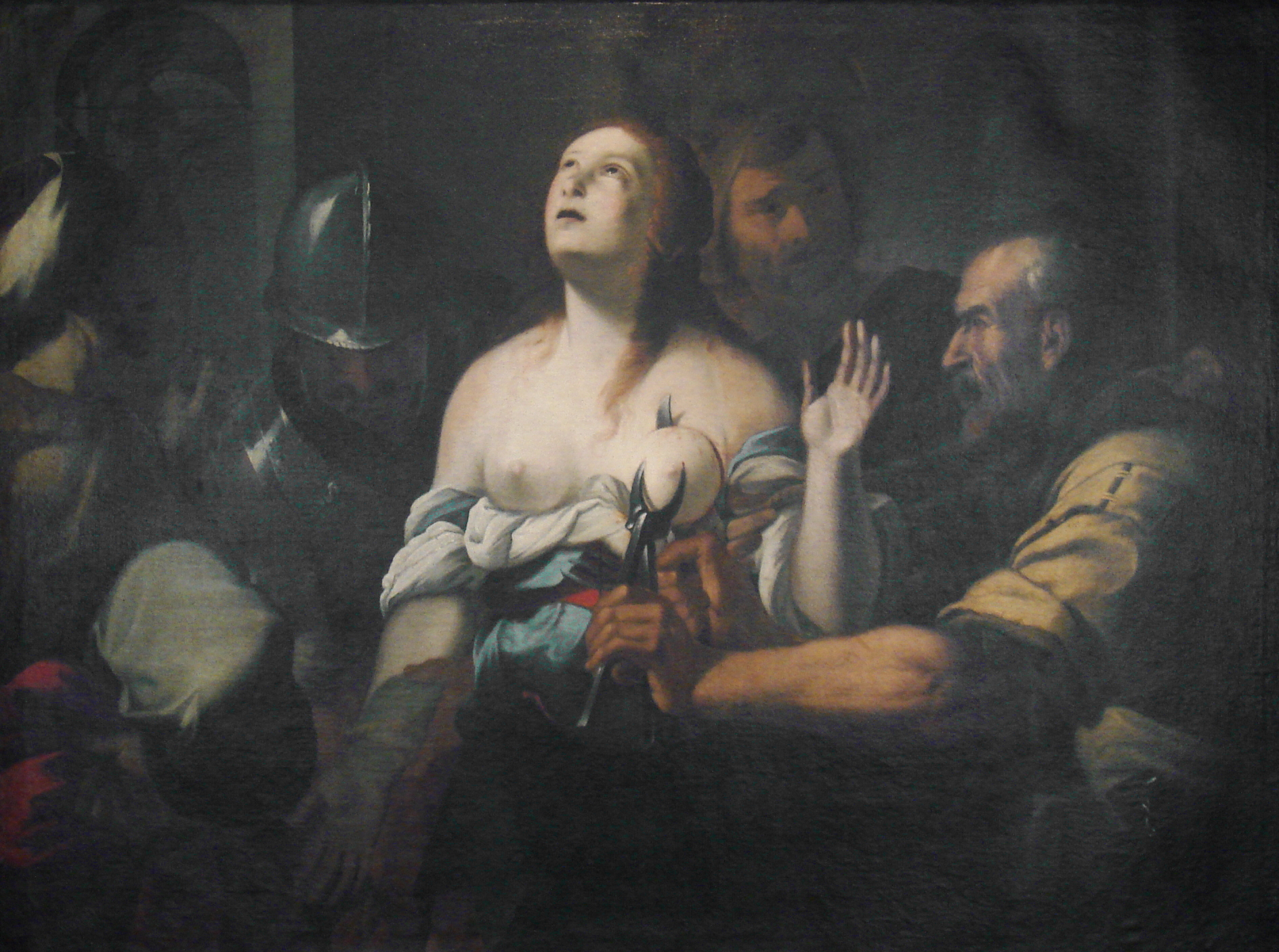
Мучеництво св. Агати (анонімний художник)
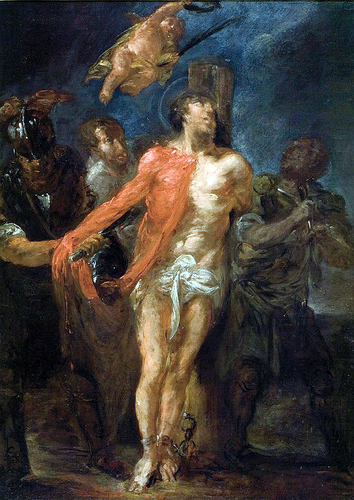
Мучеництво св. Варфоломія (Мікаель Віллман)
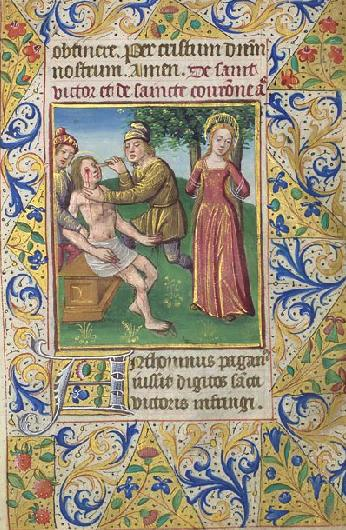
Свв. Віктор Дамаський і Стефанида

### Спаленнятазварювання
Смерть від спалення згадується не один раз, але на відміну від середньовіччя, яке надавало перевагу в основному традиційному спаленні на вогнищі (в античності також зустрічається: Трохим Никомедійський, Анастасія Узорешітельніца), ранньохристиянські житія ще більш різноманітні в описах видів страти: мученика могли засмажити живцем на залізній решітці (з вугіллям), притискаючи його тіло до неї рогатинами (Святий Лаврентій), його могли кинути до казана з киплячою смолою, сіркою і воском (св. Януарій, Фавстіан), або в казан з киплячим маслом (святий Вітт), з розплавленим оловом (св. Кріспін і Криспініан) і т. д. Святий Христофор був кинутий до розпеченої мідної скриньки, але залишився неушкодженим і йому відрубали голову. Антипа Пергамський і Пелагія Тарсійська були кинуті до розпеченого мідного вола.
Згадуються і просто катування вогнем, а сама страта здійснювалася іншим способом (свята Лучія, Маргарита Антіохійська).

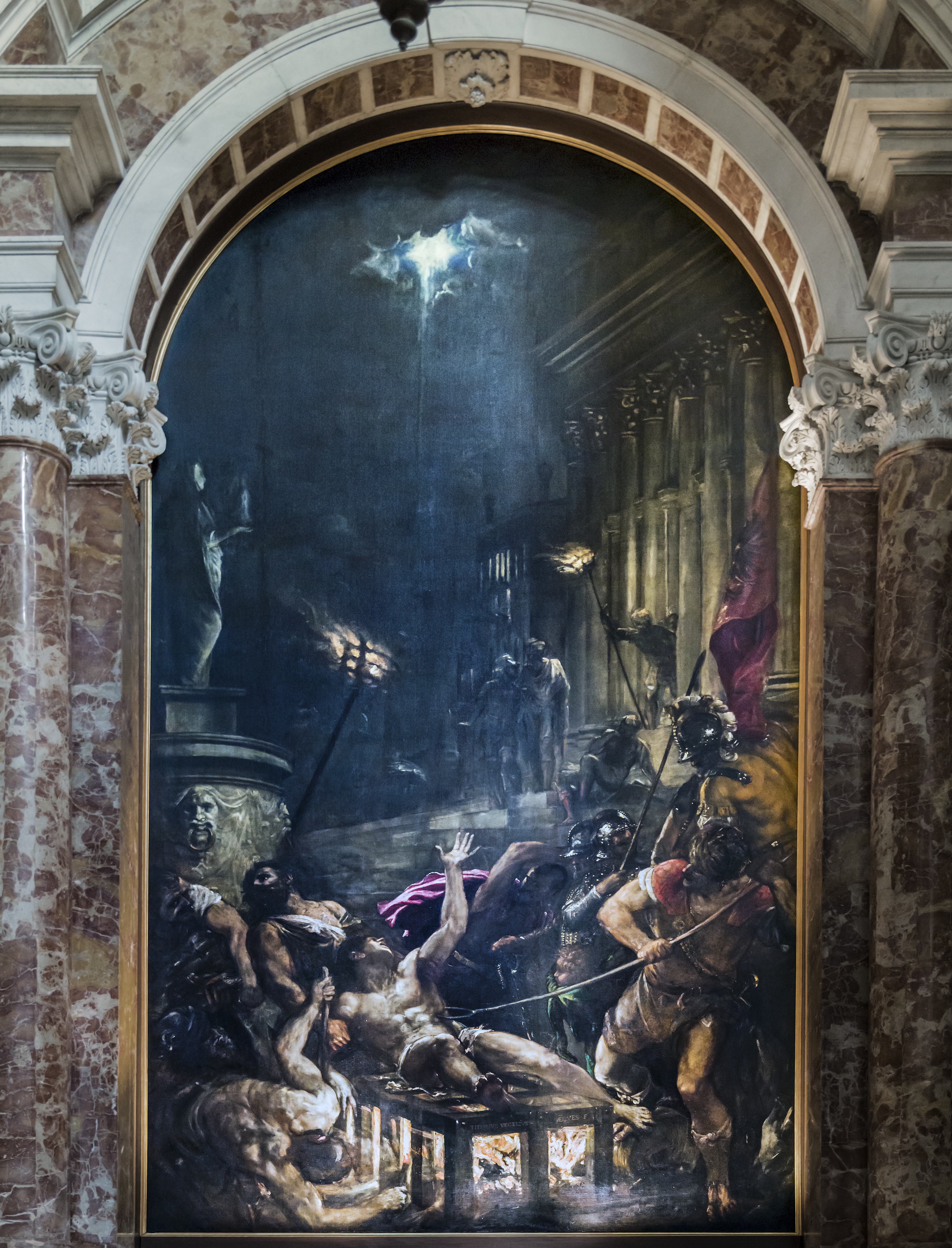
Мучеництво св. Лаврентія (Тіціан)
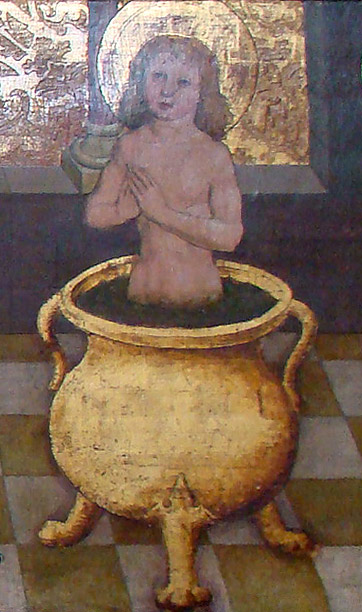
Мучеництво св. Вітта
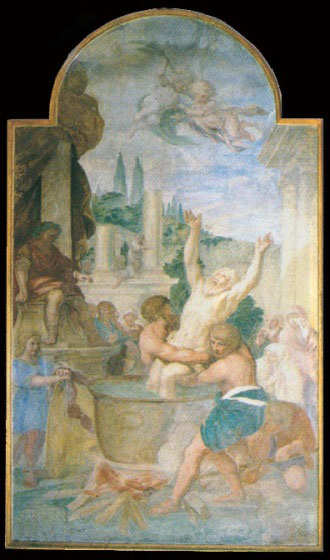
Мучеництво Івана Євангеліста перед Латинськими воротами
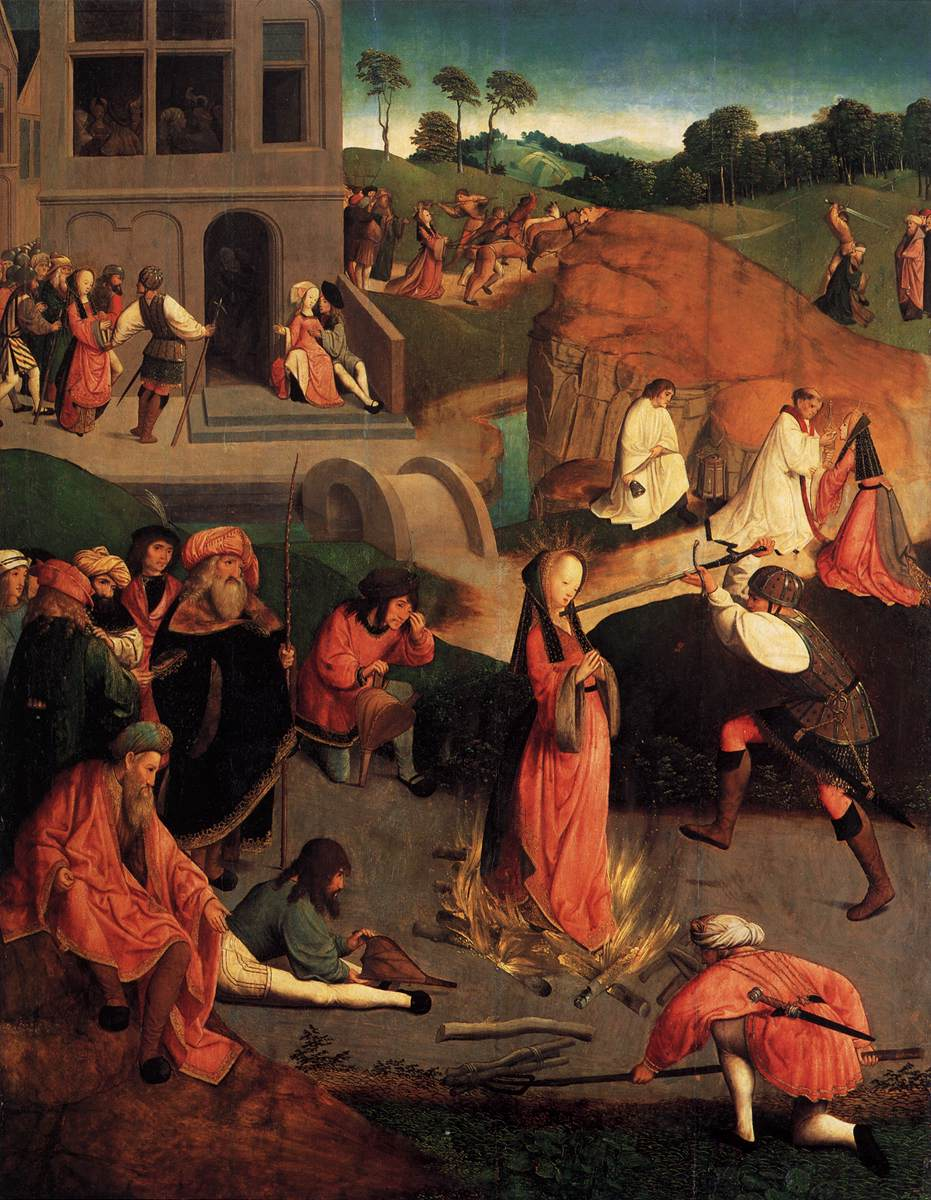
Мучеництво св. Лучії — святій підсмажують ноги і збираються стяти голову (Майстер Фігдорського зведення на хрест)
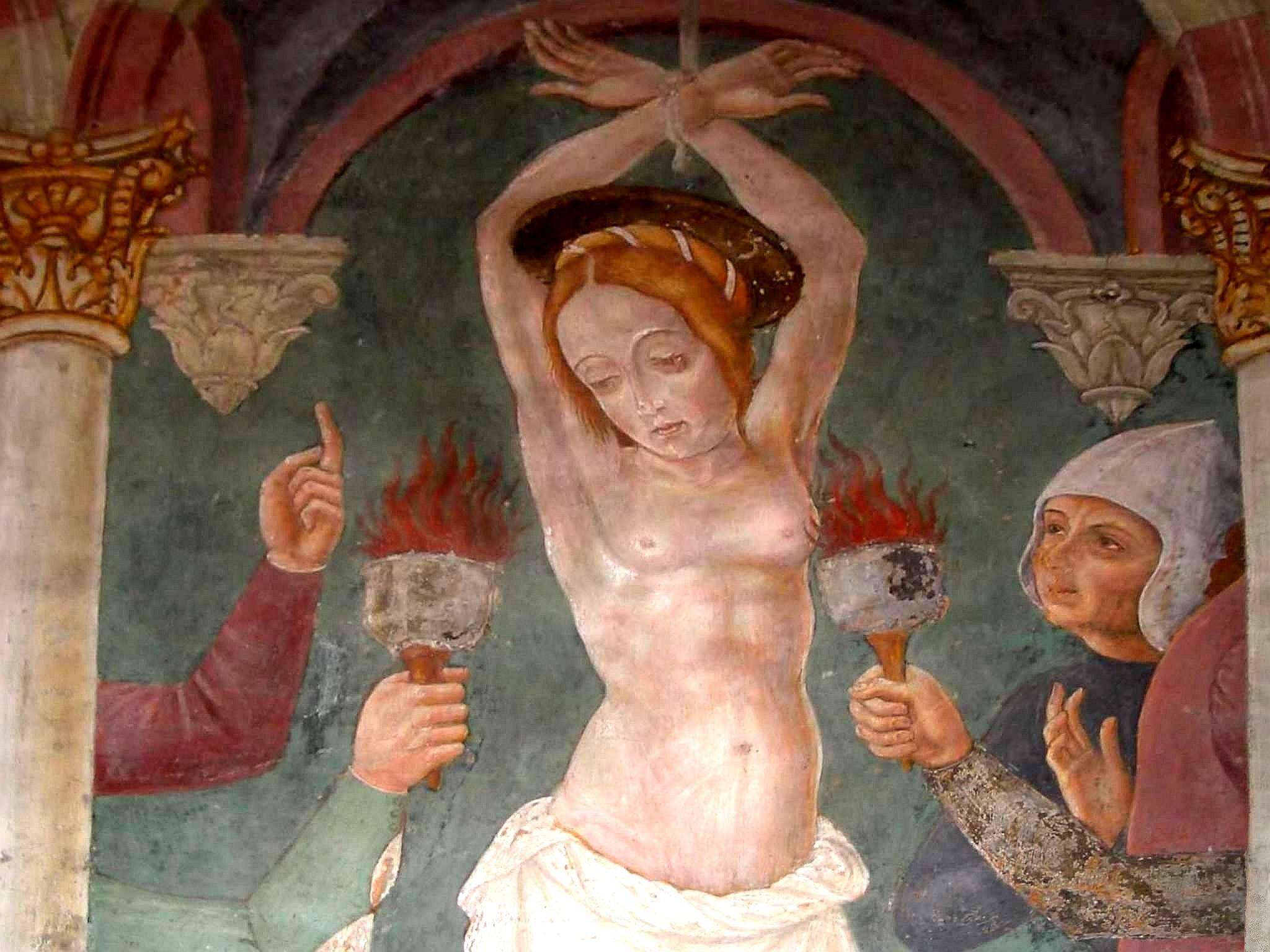
Мучеництво св. Маргарити — прив'язану до стовпа святу катують вогнем.
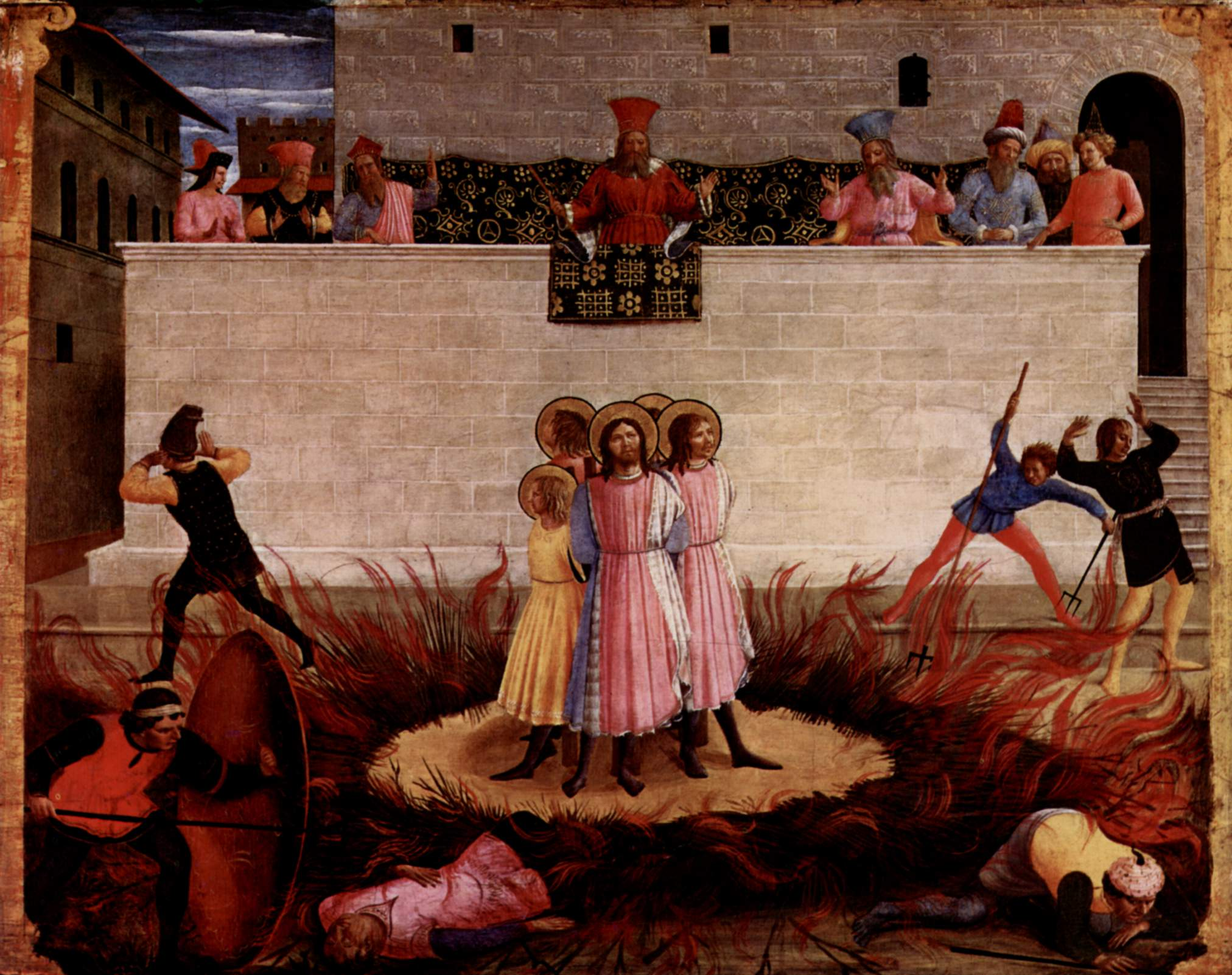
Мучеництво св. Косьми і Даміяна — одна з тортур, випробуваних братами (Фра Анжеліко)

### Розтерзання левами
Вирок Damnatio ad bestias (З'їдання левами/розтерзання дикими тваринами) був офіційним покаранням римської юридичної системи за сповідання християнства і список загиблих таким чином мучеників містить достатньо імен. Ще довший список «чудесно врятованих» від смерті на арені цирку, втім, ці святі після свого порятунку, як правило, практично відразу все одно піддавалися смерті яким-небудь іншим способом — наприклад, усікновенням мечем.

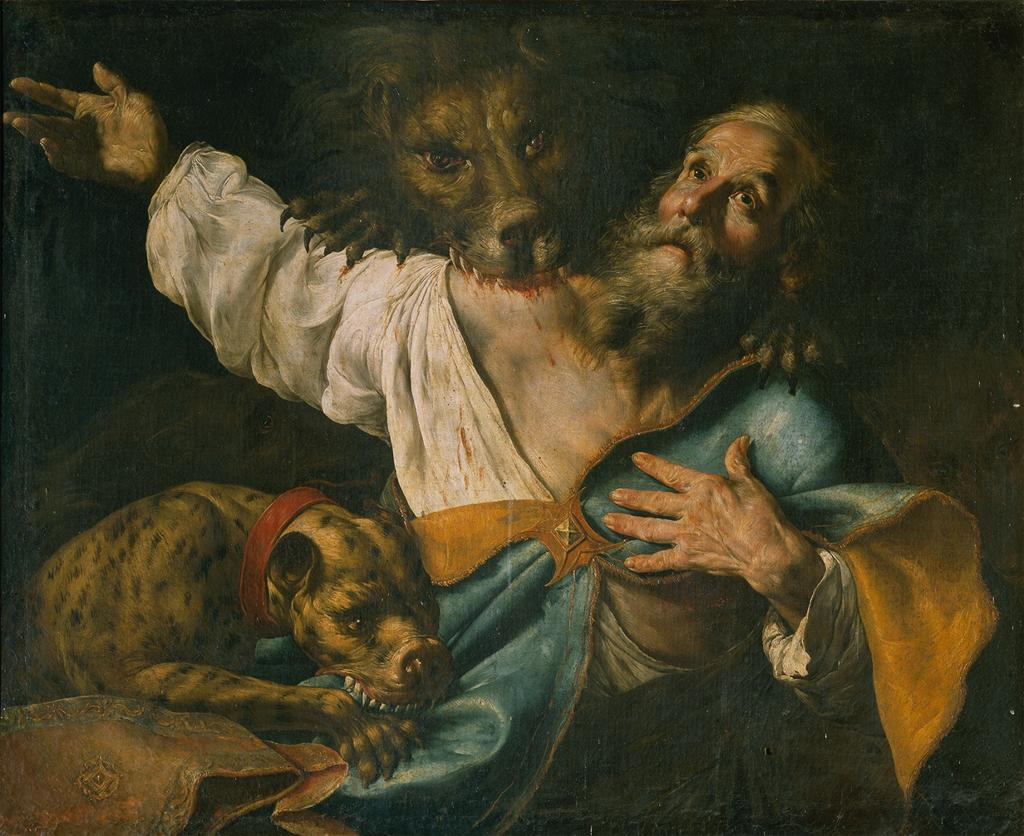
Ігнатій Богоносець, якого роздирають леви
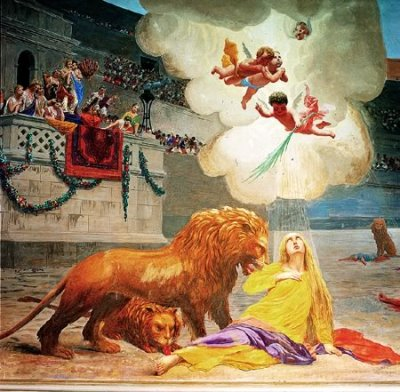
Мучеництво св. Євфимії

### Утоплення
Утоплення не було поширеним видом страти і приводом для смерті святих ставало досить випадково. Так, св. папа римський Климент I за легендою під час своїх мандрів був прив'язаний до якоря і скинутий до моря. Св. Флоріан Лорхський був підданий таким тортурам: йому висмикнули гаком лопатки, а потім навісивши на шию жорно, втопили в річці.

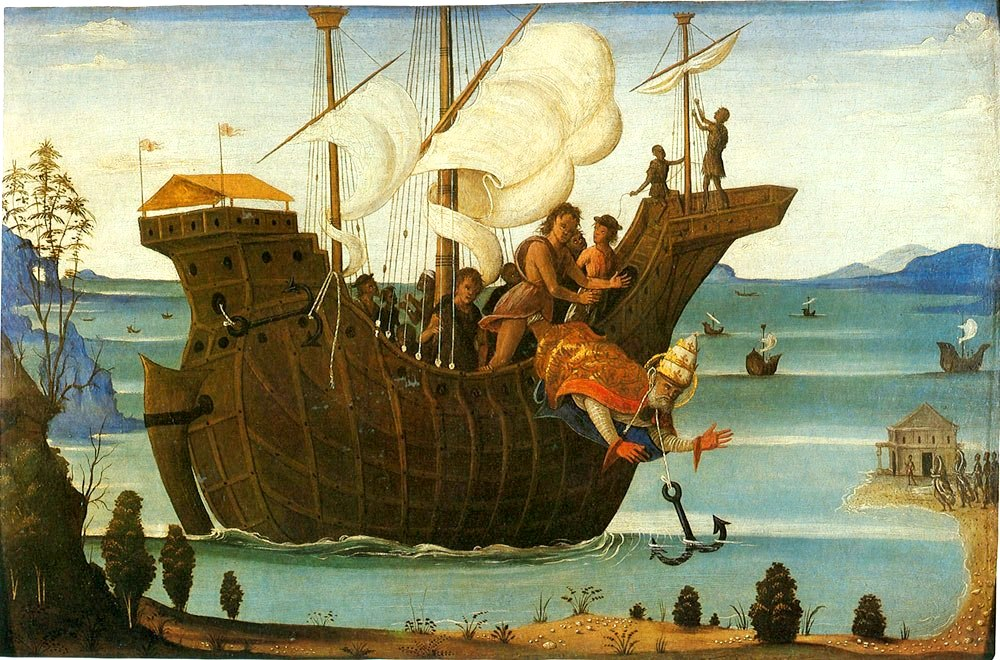
Мучеництво св. Климента (Бернардіно Фунгаї)
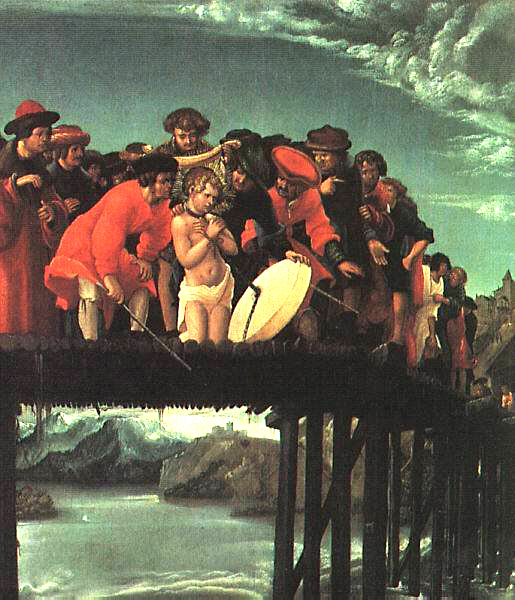
Мучеництво св. Флоріяна (Альбрехт Альтдорфер)

### Четвертування
Згадуються окремі випадки розчленування тіла мученика, наприклад, у випадку зі св. Іполитом Римським, якого прив'язали до коней і розірвали на частини.

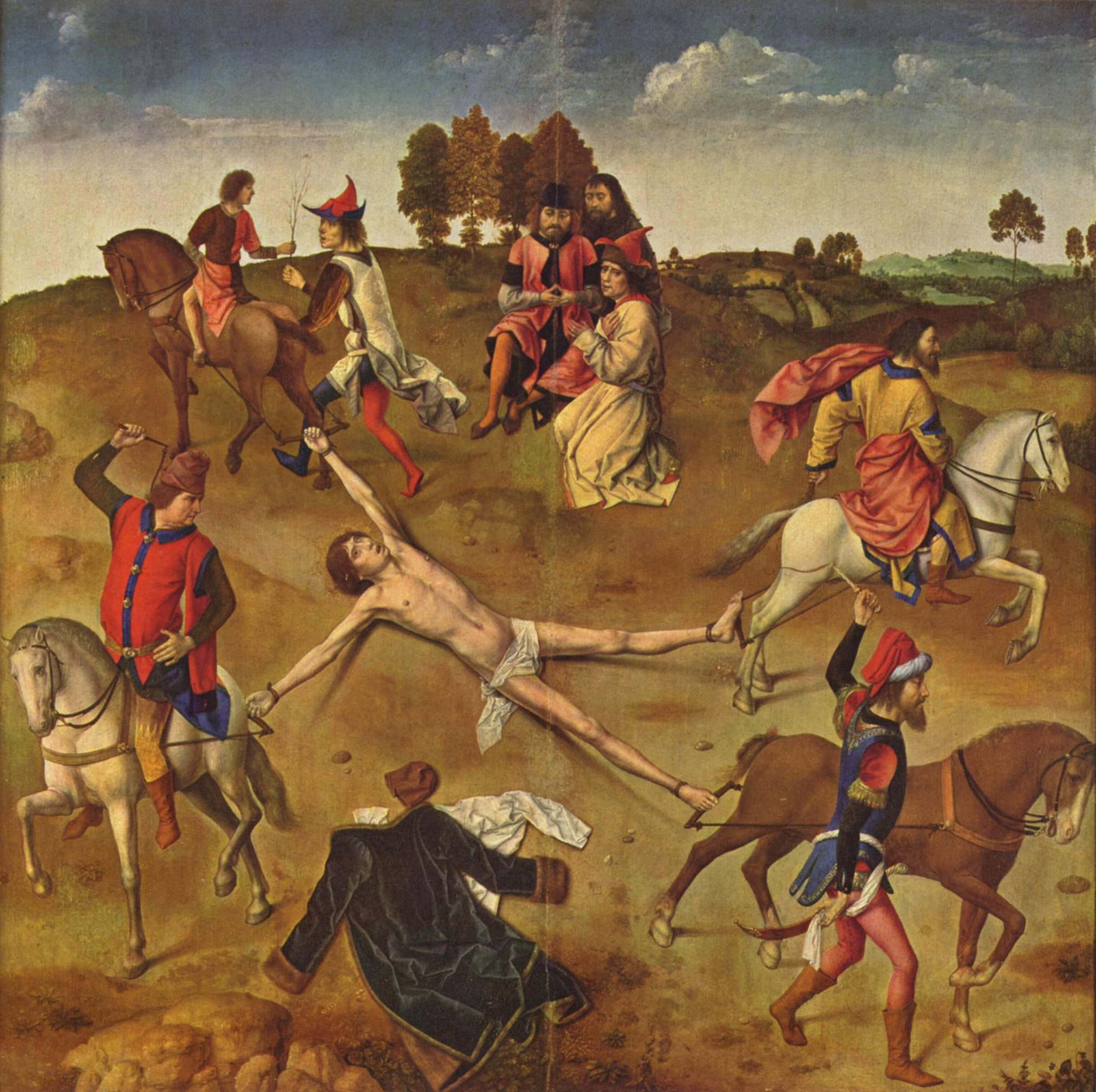
Мучеництво св. Іполита (Дірк Баутс)